# Charles Seymour
Charles Seymour, VI duque de Somerset (13 de agosto de 1662 – 2 de diciembre de 1748), conocido como el "Duque Orgulloso", fue un par inglés. Reconstruyó Petworth House, Sussex, asentamiento ancestral de la familia de su mujer. Era apuesto y excesivamente amante de las ceremonias de la corte, lo que le hicieron ganarse su apodo. Macaulay lo describió como un hombre cuyo "orgullo por nacimiento y rango eran casi enfermedad".

## Orígenes
Charles fue el segundo hijo de Charles Seymour, II barón Seymour de Trowbridge (m. 1665) u Elizabeth Alington (1635–1692). Su padre era tataranieto de Edward Seymour, I duque de Somerset (ejecutado en 1552), hermano de la reina Jane Seymour, tío del rey Eduardo VI y Lord Protector de Inglaterra.

## Educación
Charles fue educada en Harrow School and Trinity College, Cambridge, en cuya colección persiste el retrato que le hizo Nathaniel Dance-Holland.

## Herencia del ducado de Somerset
En 1675, su hermano mayor de dieciséis años, Francis Seymour, V duque de Somerset había heredado el ducado de Somerset tras la muerte sin hijos del primo de su padre, John Seymour, VI duque de Somerset (1629–1675); aunque parte de la herencia como el asentamiento en Vulfhall, la baronía de Harch Bauchamp y los estados de Wiltshire, pasó a Elizabeth Seymour, sobrina del difunto. En 1660, tras la Restauración, el padre del cuarto duque, un comandaste realista durante la Guerra Civil, había conseguido que restaurase el ducado creado para su bisabuelo Edward Seymour, I duque de Somerset (ejecutado en 1552).
Tres años más tarde, en 1678, el quinto duque fue asesinado de un dispado en las puertas de un Hotel en Lerice, Italia. Al no haberse casado, ni tenido hijos, su hermano Charles se convirtió en el VI duque de Somerset y IV barón Seymour de Trowbridge.

## Herencia de los Percy
En 1682, a los veinte años, se casó una rica heredera de quince años, Lady Elizabeth Percy (1667–1722), única hija y heredera de Joceline Percy, Xi conde de Northumberland (1644–1670),  lo que le aportó gran cantidad de estados como el castillo de Alnwick, Nortumberland; Petworth House, Sussex; Castillo de Leconfield, Yorkshire; Castillo de Cockermouth, Cumberland; Castillo de Egremont, Cumberland; Syon House, Middlesex, Y Northumberland House, Londres. En el acuerdo matrimonial, el cual no tenía validez ante la minoría de edad de las partes, se acordó:
"... por la preservación de la noble familia y el nombre de los Percy, que dicho duque y todos los descendientes engendrados de su cuerpo y el de su esposa, dicha duquesa, deberán por siempre llevar el nombre y apellido de Percy".
No obstante, el 20 de enero de 1687- cuando tenía veintiún años, y, por tanto, alcanzaba la mayoría de edad- la duquesa escribió con su letra y su sello su renuncia a este acuerdo No obstante, la función inicial se cumplió en 1749, cuando su nieta Elizabeth Smithson, baronesa Percy y su marido Hugh Smithson, que consiguió heredar el condado de Northumberland por una cláusula especial, obtuvieron un Acta del Parlamento titulada:
"Un acta para permitir a Hugh, conde de Northumberland, y Elizabeth, condesa de Northumberland y baronesa Percy, su esposa, y sus hijos, progenie y descendencia, para tomar el nombre Percy, y llevar y cuartear las Armas de los Percy, Condes de Northumberland".
La razón del cambio de nombre fue indicada en el preámbulo:
"Y como Algernon, difunto duque de Somerset, expreso en vida su dese de que el nombre de Percy debía de ser el apellido y la familia de los condes de Nortumberland... Sir Hugh Smithson, ahora conde de Northumberland, y Lady Elizabeth, su esposa, condesa de Northumberland y baronesa Percy, así su consideración, de acuerdo a los deseos del dicho difunto duque, de preservar la noble y ancestral familia y nombre de los Percy así como el escudo de armas y cuartelado de los Percy, condes de Northumberland se debe... confirmar... esto... por la autoridad del Parlamento".

## Reconstrucción de Petworth House

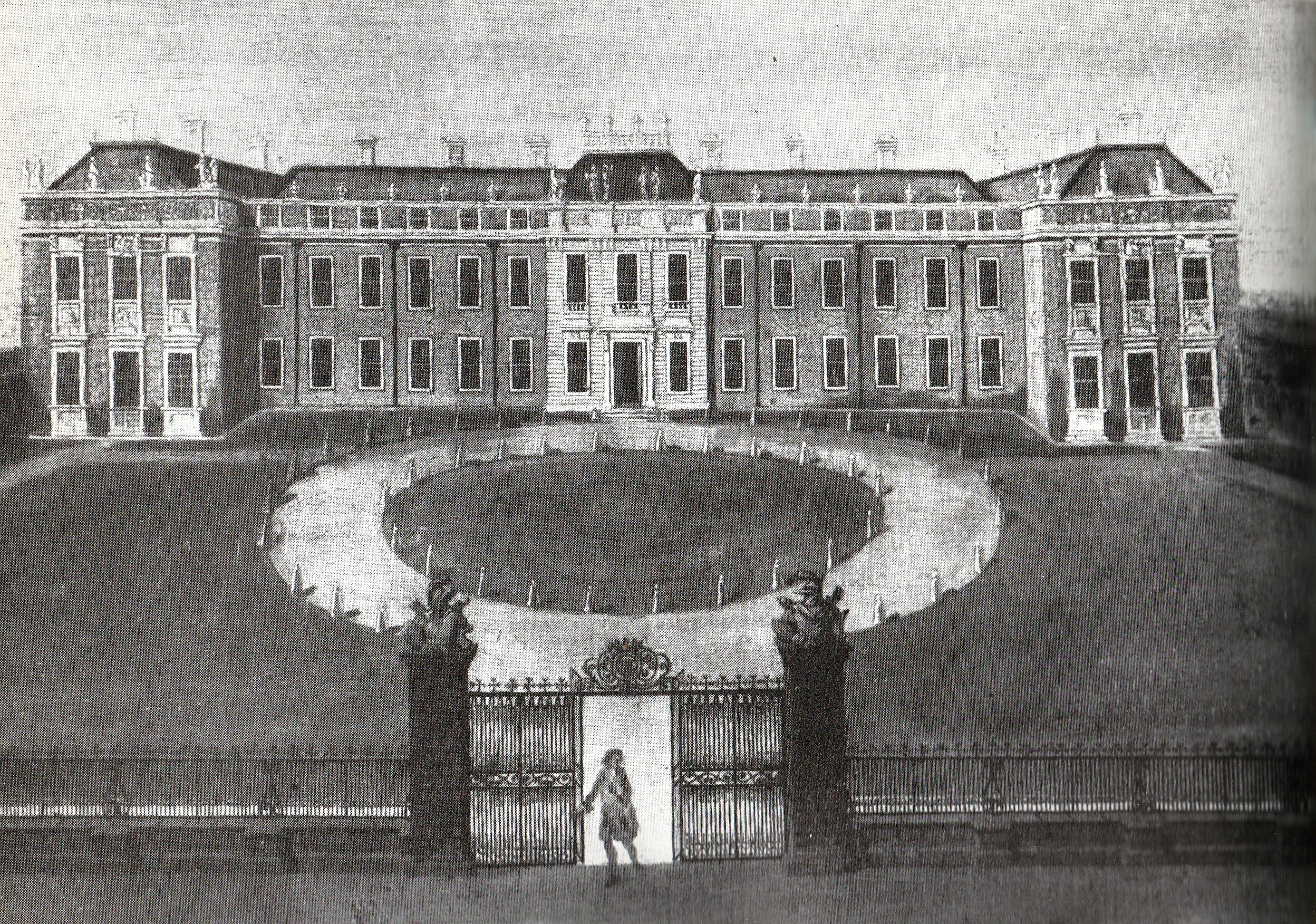
Petworth House, Sussex, vista este, representada en 1700 tras ser recién construida. De la colección del duque de Rutlanda en el Castillo de Belvoir

Entre 1688 y 1696, el duque reconstruyó Petworth House a escala palaciega. Una pintura de alrededor de 1700 fue identificada como una representación de este edificio por Sir Anthony Blunt, historiador del arte  Se evidencia la inspiración de un palacete francés, con una nave central ahora perdida. Una imagen similar es incluida en el fresco del Grand Staircase de Petworth, por Louis Laguerre. Horace Walpole se refirió a la reconstrucción como " al estilo de las Tullerías". Los pretiles fueron rematados con urnas, mientras que los pretiles frente a la bóveda central y las naves laterales tienen estatuas gesticuladas. Posiblemente por el incendio de 1714, la línea del techo está más baja, dando al edificio una apariencia más sencilla; pero perdiendo en el proceso las estatuas y urnas. One of the few elements of the old mansion he retained is the mediaeval chapel, which retains the large early 17th century Percy Window, depicting the coats of arms of several Percy Earls of Northumberland.

## Carrera
En 1683, Somerset entró en la casa del rey Carlos II y en agosto de 1685 fue nombrado Coronel de los Light Dragoons de la reina consorte, cuando Jacobo II expandió su ejército tras la Rebelión de Monmouth. En cualquier caso, su favor desapareció cuando, en 1687, perdió el favor real como Caballero de Cámara, rehusó a escoltar al nuncio papl y fue privado de sus oficios.
Después de la Revolución Gloriosa en 1689, apoyó a los príncipes de Orange, nombrados reyes Guillermo III y María II. A través de su mujer, se hizo amigo de la princesa Ana en 1692; tras su ascensión al trono (1702) se convirtió en uno de sus favoritos y le nombró Caballerizo mayor, puesto que mantuvo hasta 1712. Su apoyo a los tories, en contraste al apoyo a los whigs de Marlborough, hizo que mantuviera el favor de la reina; al tiempo que su esposa sucedía a Lady Marlborough como Mistress of Robes en 1711. El auge de la duquesa de Somerset por su amistad con la reina, hizo que Jonathan Swift la satirizada y acusase de matar a [Thomas Thynne (m. 1682)|su anterior marido]] en The Windsor Prophecy. of Longleat. The Duchess retained her influence even after the Queen, following a quarrel, dismissed the Duke as Master of the Horse in 1712.
Durante la crisis de sucesión, Somerset apoyó la sucesión hanoveriana junto con John Campbell, II duque de Argyll, Charles Talbot, I duque de Shrewsbury y otros whigs, que querían continuar en el Consejo Privado. En el primer año de reinado de Jorge I de Gran Bretaña mantuvo su posición, hasta que en 1715 se retiró de la vida pública.
En 1739, el duque se convirtió en el gobernador fundador del Hospital Foundling de Londres, el primer hogar para expósitos, después de que su segunda esposa, Charlotte Finch (1711–1773), fuera la primera en firmar la petición de su fundador, el capitán Thomas Coram, al rey Jorge II.

## Matrimonio y progenie
Se casó por primera vez con Elizabeth Percy (1667–1722), dos veces viuda y única heredera de Joceline Percy, XI conde de Northumberland (1644–1670). Tras su muerte 1722, cortejó a la duquesa viuda de Marlborough, cuyo marido había muerto ese mismo año; incluso llegó a enviarla "fervientes cartas de amor", pero ella se mentuvo fiel a su difunto esposo. Su última carta hacia ella data de 1737, doce años después de su segundo matrimonio, al que declaró falto de afecto; su correspondencia se cuarda en la British Library. Con Elizabeth Percy tuvo varios hijos, solo cuatro llegaron a la edad adulta:
- Charles Somerset, conde de Hereford (bautizado el 22 de marzo de 1683 – m. antes del 26 de agosto de 1683). Muerto en la infancia.
- Algernon Seymour, VII duque de Somerset (11 de noviembre de 1684 – 7 de febrero de 1749). Heredero de sus padres. Su única hija y heredera, Lady Elizabeth Seymour, baronesa Percy suo jure y su esposo Sir Hugh Smithson, heredaron el patrimonio de los Percy y tomaron dicho apellido.
- Percy Seymour, murió soltero.
- Lady Elizabeth Seymour (1685–2 de abril de 1734), esposa de Henry O'Brien, VIII conde de Thomond (1688–1741), sin descendencia. Les heredó su sobrino, Percy Wyndham-O'Brien, I conde de Thomond (c. 1713 – 1774), quien adoptó su apellido.
- Lady Catherine Seymour (1693 – 9 de abril de 1731), esposa de Sir William Wyndham (c. 1688 – 1740) de Orchard Wyndham, Somerset. Su hijo mayor fue Charles Wyndham, II conde de Egremont (1710–1763), quien heredó parte del patrimonio de los Percy.
- Lady Anne Seymour (1709 – 27 de noviembre de 1722), murió joven.
- Lady Frances Seymour, murió soltera.

El 4 de febrero de 1725, se casó con Lady Charlotte Finch (1711–1773), cuarenta y nueve años menor, hija de Daniel Finch, VII conde de Winchilsea, más tarde, II conde de Nottingham. En una ocasión, se refirió a ella indebidamente y esa le golpeó con una abanico, a lo que respondió: "Señora, mi primera esposa fue una Percy y nunca se tomo tanta libertad". Con Charlotte Finch tuvo otros dos hijos:
- Lady Frances Seymour (18 de julio de 1728 – 25 de enero de 1761), esposa de John Manners, marqués de Granby, hijo mayor del duque de Rutland
- Lady Charlotte Seymour (21 de septiembre de 1730 – 15 de febrero de 1805), esposa de Heneage Finch, III conde de Aylesford, con descendencia.

## Muerte y entierro
Murió en Petworth el 2 de diciembre de 1748 y fue enterrado en la Capilla Seymour en la Catedral de Salisbury, Wiltshire, donde persiste un monumento de su ancestro Edward Seymour, I conde de Hertford (1539 - 1621), hijo del I duque de Somerset.

## Sucesión
Poco antes de morir, preveía la muerte de su línea masculina, como dijo el IX duque de Norfolk (m. 1777); "los hoores de su familia pasaron de su línea principal a un pariente lejano". Su hijo y heredero Algernon Seymour, conde de Hertford (1684 - 1749) tuvo un hijo varón, Lord Beuchamp, que murió en 1744 sin descendencia; por lo que la única heredera de Lord Hertford era su hija Elizabeth, casada con Sir Hugh Smithson. Por esto, ya había asumido que tras la muerte de su hijo el título pasaría a Sir Edward Seymour, descendiente de la rama principal de los Seymour (habían sido relegados en la sucesión del ducado por la infidelidad de la primera esposa del primer duque). Es más, era obvio que la herencia de los Seymour de Trowbridge y la inmensa fortuna de los Percy no estaban ligadas entre sí y por tanto pasaría a  herederos distintos. Charles sentía una "ferviente aversión por Smithson" por no ser suficientemente aristocrático para heredar el patrimonio de los Percy, en lo que Algernon discernía y estaba dispuesto a nombrar a su yerno para el puesto. Tanto Somerset como su hijo y su yerno acudieron a Jorge II para que apoyase sus planes para con la herencia; la muerte de Charles hizo que sus planes se frustraran y en efecto parte de la herencia pasara a Hugh (el castillo de Alnwick y Syon House), mientras que otra pasó a un nieto del duque, Charles Wyndham, II conde de Egremont (Perworth House y el castillo de Egremont). Para que esto fuera posible se crearon varios títulos para Algernon, todos con cláusulas especiales para que sus títulos y propiedades se legasen a sus ya dichos herederos.

## Ascendencia
| \| \| \| \| \| \| \| \| \| \| \| \| \| \| \| \| \| \| \| \| 16. Edward Seymour, I conde de Hertford \| \| \| \| \| \| \| \| \| \| \| \| \| \| \| \| \| \| \| \| \| \| \| \| \| \| \| \| \| \| \| \| \| \| \| \| \| \| \| \| \| \| \| \| \| \| \| \| \| \| \| \| \| \| 8. Edward Seymour, vizconde de Beauchamp \| \| \| \| \| \| \| \| \| \| \| \| \| \| \| \| \| \| \| \| \| \| \| \| \| \| \| \| \| \| \| \| \| \| \| \| \| \| \| \| \| \| \| \| \| \| \| \| \| \| \| \| \| \| 17. Catalina Grey \| \| \| \| \| \| \| \| \| \| \| \| \| \| \| \| \| \| \| \| \| \| \| \| \| \| \| \| \| \| \| \| \| \| \| \| \| \| \| \| \| \| \| \| \| \| \| \| \| \| \| \| \| \| 4. Francis Seymour, I barón Seymour de Trowbridge \| \| \| \| \| \| \| \| \| \| \| \| \| \| \| \| \| \| \| \| \| \| \| \| \| \| \| \| \| \| \| \| \| \| \| \| \| \| \| \| \| \| \| \| \| \| \| \| \| \| \| \| \| \| 18. Sir Richard Rogers \| \| \| \| \| \| \| \| \| \| \| \| \| \| \| \| \| \| \| \| \| \| \| \| \| \| \| \| \| \| \| \| \| \| \| \| \| \| \| \| \| \| \| \| \| \| \| \| \| \| \| \| \| \| 9. Honora Rogers \| \| \| \| \| \| \| \| \| \| \| \| \| \| \| \| \| \| \| \| \| \| \| \| \| \| \| \| \| \| \| \| \| \| \| \| \| \| \| \| \| \| \| \| \| \| \| \| \| \| \| \| \| \| 2. Charles Seymour, II barón Seymour de Trowbridge \| \| \| \| \| \| \| \| \| \| \| \| \| \| \| \| \| \| \| \| \| \| \| \| \| \| \| \| \| \| \| \| \| \| \| \| \| \| \| \| \| \| \| \| \| \| \| \| \| \| \| \| \| \| 10. Gilbert Prinne \| \| \| \| \| \| \| \| \| \| \| \| \| \| \| \| \| \| \| \| \| \| \| \| \| \| \| \| \| \| \| \| \| \| \| \| \| \| \| \| \| \| \| \| \| \| \| \| \| \| \| \| \| \| 5. Frances Prinne \| \| \| \| \| \| \| \| \| \| \| \| \| \| \| \| \| \| \| \| \| \| \| \| \| \| \| \| \| \| \| \| \| \| \| \| \| \| \| \| \| \| \| \| \| \| \| \| \| \| \| \| \| \| 11. Mary Davys \| \| \| \| \| \| \| \| \| \| \| \| \| \| \| \| \| \| \| \| \| \| \| \| \| \| \| \| \| \| \| \| \| \| \| \| \| \| \| \| \| \| \| \| \| \| \| \| \| \| \| \| \| \| 1. Charles Seymour, VI duque de Somerset \| \| \| \| \| \| \| \| \| \| \| \| \| \| \| \| \| \| \| \| \| \| \| \| \| \| \| \| \| \| \| \| \| \| \| \| \| \| \| \| \| \| \| \| \| \| \| \| \| \| \| \| \| \| 12. Sir Giles Alington \| \| \| \| \| \| \| \| \| \| \| \| \| \| \| \| \| \| \| \| \| \| \| \| \| \| \| \| \| \| \| \| \| \| \| \| \| \| \| \| \| \| \| \| \| \| \| \| \| \| \| \| \| \| 6. William Alington, I barón Alington \| \| \| \| \| \| \| \| \| \| \| \| \| \| \| \| \| \| \| \| \| \| \| \| \| \| \| \| \| \| \| \| \| \| \| \| \| \| \| \| \| \| \| \| \| \| \| \| \| \| \| \| \| \| 13. Lady Dorothy Cecil \| \| \| \| \| \| \| \| \| \| \| \| \| \| \| \| \| \| \| \| \| \| \| \| \| \| \| \| \| \| \| \| \| \| \| \| \| \| \| \| \| \| \| \| \| \| \| \| \| \| \| \| \| \| 3. The Hon. Elizabeth Alington \| \| \| \| \| \| \| \| \| \| \| \| \| \| \| \| \| \| \| \| \| \| \| \| \| \| \| \| \| \| \| \| \| \| \| \| \| \| \| \| \| \| \| \| \| \| \| \| \| \| \| \| \| \| 28. Sir Lionel Tollemache, I baronet \| \| \| \| \| \| \| \| \| \| \| \| \| \| \| \| \| \| \| \| \| \| \| \| \| \| \| \| \| \| \| \| \| \| \| \| \| \| \| \| \| \| \| \| \| \| \| \| \| \| \| \| \| \| 14. Sir Lionel Tollemache, II baronet \| \| \| \| \| \| \| \| \| \| \| \| \| \| \| \| \| \| \| \| \| \| \| \| \| \| \| \| \| \| \| \| \| \| \| \| \| \| \| \| \| \| \| \| \| \| \| \| \| \| \| \| \| \| 29. Katherine Cromwell \| \| \| \| \| \| \| \| \| \| \| \| \| \| \| \| \| \| \| \| \| \| \| \| \| \| \| \| \| \| \| \| \| \| \| \| \| \| \| \| \| \| \| \| \| \| \| \| \| \| \| \| \| \| 7. Elizabeth Tollemache \| \| \| \| \| \| \| \| \| \| \| \| \| \| \| \| \| \| \| \| \| \| \| \| \| \| \| \| \| \| \| \| \| \| \| \| \| \| \| \| \| \| \| \| \| \| \| \| \| \| \| \| \| \| 30. John Stanhope, I barón Stanhope \| \| \| \| \| \| \| \| \| \| \| \| \| \| \| \| \| \| \| \| \| \| \| \| \| \| \| \| \| \| \| \| \| \| \| \| \| \| \| \| \| \| \| \| \| \| \| \| \| \| \| \| \| \| 15. Hon. Elizabeth Stanhope \| \| \| \| \| \| \| \| \| \| \| \| \| \| \| \| \| \| \| \| \| \| \| \| \| \| \| \| \| \| \| \| \| \| \| \| \| \| \| \| \| \| \| \| \| \| \| \| \| \| \| \| \| \| 31. Margaret McWilliams \| \| \| \| \| \| \| \| \| \| \| \| \| \| \| \| \| \| \| \| \| \| \| \| \| \| \| \| \| \| \| \| \| \| \| \| \| \| \| \| \| \| \| \| \| \| \| \| \| \| \| \| |                                                    |  |  |  |  |  |  |  |  |  |  |  |  |  |  |  |
| |                                                    |  |  |  |  |  |  |  |  |  |  |  |  |  |  |  |
| | 16. Edward Seymour, I conde de Hertford            |  |  |  |  |  |  |  |  |  |  |  |  |  |  |  |
| |                                                    |  |  |  |  |  |  |  |  |  |  |  |  |  |  |  |
| |                                                    |  |  |  |  |  |  |  |  |  |  |  |  |  |  |  |
| | 8. Edward Seymour, vizconde de Beauchamp           |  |  |  |  |  |  |  |  |  |  |  |  |  |  |  |
| |                                                    |  |  |  |  |  |  |  |  |  |  |  |  |  |  |  |
| |                                                    |  |  |  |  |  |  |  |  |  |  |  |  |  |  |  |
| | 17. Catalina Grey                                  |  |  |  |  |  |  |  |  |  |  |  |  |  |  |  |
| |                                                    |  |  |  |  |  |  |  |  |  |  |  |  |  |  |  |
| |                                                    |  |  |  |  |  |  |  |  |  |  |  |  |  |  |  |
| | 4. Francis Seymour, I barón Seymour de Trowbridge  |  |  |  |  |  |  |  |  |  |  |  |  |  |  |  |
| |                                                    |  |  |  |  |  |  |  |  |  |  |  |  |  |  |  |
| |                                                    |  |  |  |  |  |  |  |  |  |  |  |  |  |  |  |
| | 18. Sir Richard Rogers                             |  |  |  |  |  |  |  |  |  |  |  |  |  |  |  |
| |                                                    |  |  |  |  |  |  |  |  |  |  |  |  |  |  |  |
| |                                                    |  |  |  |  |  |  |  |  |  |  |  |  |  |  |  |
| | 9. Honora Rogers                                   |  |  |  |  |  |  |  |  |  |  |  |  |  |  |  |
| |                                                    |  |  |  |  |  |  |  |  |  |  |  |  |  |  |  |
| |                                                    |  |  |  |  |  |  |  |  |  |  |  |  |  |  |  |
| | 2. Charles Seymour, II barón Seymour de Trowbridge |  |  |  |  |  |  |  |  |  |  |  |  |  |  |  |
| |                                                    |  |  |  |  |  |  |  |  |  |  |  |  |  |  |  |
| |                                                    |  |  |  |  |  |  |  |  |  |  |  |  |  |  |  |
| | 10. Gilbert Prinne                                 |  |  |  |  |  |  |  |  |  |  |  |  |  |  |  |
| |                                                    |  |  |  |  |  |  |  |  |  |  |  |  |  |  |  |
| |                                                    |  |  |  |  |  |  |  |  |  |  |  |  |  |  |  |
| | 5. Frances Prinne                                  |  |  |  |  |  |  |  |  |  |  |  |  |  |  |  |
| |                                                    |  |  |  |  |  |  |  |  |  |  |  |  |  |  |  |
| |                                                    |  |  |  |  |  |  |  |  |  |  |  |  |  |  |  |
| | 11. Mary Davys                                     |  |  |  |  |  |  |  |  |  |  |  |  |  |  |  |
| |                                                    |  |  |  |  |  |  |  |  |  |  |  |  |  |  |  |
| |                                                    |  |  |  |  |  |  |  |  |  |  |  |  |  |  |  |
| | 1. Charles Seymour, VI duque de Somerset           |  |  |  |  |  |  |  |  |  |  |  |  |  |  |  |
| |                                                    |  |  |  |  |  |  |  |  |  |  |  |  |  |  |  |
| |                                                    |  |  |  |  |  |  |  |  |  |  |  |  |  |  |  |
| | 12. Sir Giles Alington                             |  |  |  |  |  |  |  |  |  |  |  |  |  |  |  |
| |                                                    |  |  |  |  |  |  |  |  |  |  |  |  |  |  |  |
| |                                                    |  |  |  |  |  |  |  |  |  |  |  |  |  |  |  |
| | 6. William Alington, I barón Alington              |  |  |  |  |  |  |  |  |  |  |  |  |  |  |  |
| |                                                    |  |  |  |  |  |  |  |  |  |  |  |  |  |  |  |
| |                                                    |  |  |  |  |  |  |  |  |  |  |  |  |  |  |  |
| | 13. Lady Dorothy Cecil                             |  |  |  |  |  |  |  |  |  |  |  |  |  |  |  |
| |                                                    |  |  |  |  |  |  |  |  |  |  |  |  |  |  |  |
| |                                                    |  |  |  |  |  |  |  |  |  |  |  |  |  |  |  |
| | 3. The Hon. Elizabeth Alington                     |  |  |  |  |  |  |  |  |  |  |  |  |  |  |  |
| |                                                    |  |  |  |  |  |  |  |  |  |  |  |  |  |  |  |
| |                                                    |  |  |  |  |  |  |  |  |  |  |  |  |  |  |  |
| | 28. Sir Lionel Tollemache, I baronet               |  |  |  |  |  |  |  |  |  |  |  |  |  |  |  |
| |                                                    |  |  |  |  |  |  |  |  |  |  |  |  |  |  |  |
| |                                                    |  |  |  |  |  |  |  |  |  |  |  |  |  |  |  |
| | 14. Sir Lionel Tollemache, II baronet              |  |  |  |  |  |  |  |  |  |  |  |  |  |  |  |
| |                                                    |  |  |  |  |  |  |  |  |  |  |  |  |  |  |  |
| |                                                    |  |  |  |  |  |  |  |  |  |  |  |  |  |  |  |
| | 29. Katherine Cromwell                             |  |  |  |  |  |  |  |  |  |  |  |  |  |  |  |
| |                                                    |  |  |  |  |  |  |  |  |  |  |  |  |  |  |  |
| |                                                    |  |  |  |  |  |  |  |  |  |  |  |  |  |  |  |
| | 7. Elizabeth Tollemache                            |  |  |  |  |  |  |  |  |  |  |  |  |  |  |  |
| |                                                    |  |  |  |  |  |  |  |  |  |  |  |  |  |  |  |
| |                                                    |  |  |  |  |  |  |  |  |  |  |  |  |  |  |  |
| | 30. John Stanhope, I barón Stanhope                |  |  |  |  |  |  |  |  |  |  |  |  |  |  |  |
| |                                                    |  |  |  |  |  |  |  |  |  |  |  |  |  |  |  |
| |                                                    |  |  |  |  |  |  |  |  |  |  |  |  |  |  |  |
| | 15. Hon. Elizabeth Stanhope                        |  |  |  |  |  |  |  |  |  |  |  |  |  |  |  |
| |                                                    |  |  |  |  |  |  |  |  |  |  |  |  |  |  |  |
| |                                                    |  |  |  |  |  |  |  |  |  |  |  |  |  |  |  |
| | 31. Margaret McWilliams                            |  |  |  |  |  |  |  |  |  |  |  |  |  |  |  |
| |                                                    |  |  |  |  |  |  |  |  |  |  |  |  |  |  |  |
| |                                                    |  |  |  |  |  |  |  |  |  |  |  |  |  |  |  |